# Andrzej Mostowski

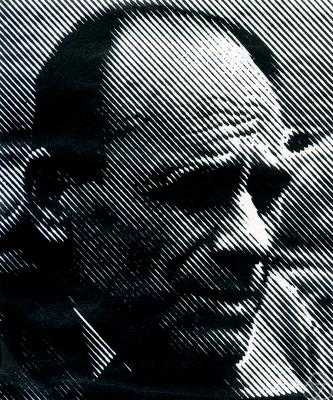
Andrzej Mostowski

Andrzej Mostowski (* 1. November 1913 in Lwów (Lemberg); † 22. August 1975 in Vancouver) war ein polnischer Mathematiker und Logiker.

## Wirken
1938 wurde Mostowski an der Universität Warschau bei Kazimierz Kuratowski und Alfred Tarski mit der Schrift O niezależności definicji skończoności w systemie logiki (Über die Unabhängigkeit der Definition der Endlichkeit im System der Logik) promoviert. Nach Ende des Zweiten Weltkriegs wurde er 1945 an der Universität Krakau habilitiert. 1951 wurde er als Professor für Mathematik an die Warschauer Universität berufen. Seine Hauptarbeitsgebiete waren Algebra, Mengenlehre, Modelltheorie und Rekursionstheorie. Besonders herausragend sind neben seinen Forschungen zum Zermelo-Fraenkelschen Axiomensystem seine Arbeiten zu Modellen der Arithmetik zweiter Stufe. Außerdem untersuchte er die Entscheidbarkeit mathematischer Theorien, die algebraische Deutung der Logik und mehrwertige Logik. Viele Ergebnisse Mostowskis findet man heute in Lehrbüchern wieder. Interessant ist auch, dass er sich mit der umfassenden Darstellung des Gödelschen Unvollständigkeitssatzes befasst hat und eine Arbeit über mathematische Grundlagenforschung von 1930 bis 1964 verfasste.
Seit 1963 war er volles Mitglied der Polnischen Akademie der Wissenschaften. Die Finnische Akademie der Wissenschaften nahm ihn 1973 als auswärtiges Mitglied auf.

## Werke (Auswahl Englischsprachiger Titel)
- mit Kazimierz Kuratowski: Set Theory, Warschau/Amsterdam, PWN/North Holland 1968
- Constructible sets with applications, North Holland 1969
- Foundational Studies. Selected Works, I-II, Amsterdam/New York/Oxford 1979
- mit M. Stark: Introduction to higher Algebra. Oxford/Warschau, PWN/Pergamon Press 1964
- Sentences of Undeciable in Formalized Arithmetic. An Exposition of the Theory of Kurt Gödel, Amsterdam, 1964
- Thirty Years of Foundational Studies. Lectures of the Development of Mathematical Logic and the Study of Foundations of Mathematics in 1930–1964.
- mit Alfred Tarski, Raphael Robinson Undecidable Theories, North Holland 1953